# Petites Femmes et Haute Finance
Pour plus de détails, voir Fiche technique et Distribution.
Petites Femmes et Haute Finance (Anonima cocottes) est une comédie italienne réalisé par Camillo Mastrocinque et sortie en Italie en 1960.

## Synopsis
Le chef comptable de la banque fluviale venant de mourir subitement, il est remplacé par Paolo Robotti qui était jusqu'à ce jour caissier principal. Par excès de zèle Paolo passe la nuit à vérifier tous les livres de comptes et annonce au directeur un énorme trou dans le bilan financier. Le directeur essaie de le faire taire mais en vain. Il prévient alors l'intrigante Madame Pfiffer. Celle-ci se rend chez Paolo et tente de le soudoyer. Mais Renato reste inflexible, cependant elle lui laisse un faux livre de Marco Polo contenant un million de lires. Outré Paolo proteste le lendemain auprès de son directeur du fait qu'il ait été victime d'une tentative de corruption. Le directeur met le document compromettant dans son coffre et invite Paolo à s'occuper d'autre chose.
Sur ces entrefaites se présente au guichet Jeanne qui informe Paolo qu'elle ne peut honorer sa traite trimestrielle. Paolo est secrètement amoureux d'elle et lui avait emballé sa traite dans un petit poème, mais quand elle lui demande de l'aider, il ne peut rien faire. Jeanne s'en va en faisant un scandale. Cela donne une idée à Madame Pfiffer qui, connaissant les activités de call-girl de Jeanne, lui propose de compromettre Paolo. Elle la paie d'avance d'un chèque d'1 million signé par « Son Excellence ».
Paolo gage une partie de ses biens pour honorer la traite de Jeanne, mais ne l'informe pas tout de suite. Jeanne commence son travail de séduction quand elle découvre la traite honorée. Comprenant ce que Paolo a fait pour elle, elle refuse de continuer à le compromettre.
Paolo veut informer les hauts dirigeants de la banque mais se trouve incapable de trouver la moindre preuve de ce qu'il avance, les documents n'existent plus et les témoins ont été subornés. Il décide de se jeter dans le Pô. Mais au même moment Jeanne tente également de se suicider, ils se sauvent mutuellement, et vont coucher chez la jeune femme qui épuisée s'endort. C'est à ce moment que Paolo découvre le chèque de 1 million de lire signé par « Son Excellence ».

Cela donne des idées à Paolo qui avec Jeanne court les couturiers, les magasins de luxe, les bijouteries et les garages pour à chaque fois exhiber le chèque de « Son Excellence ». Il se retrouve rapidement à tête d'une cohorte de call-girls à qui il donne mission de faire courir des bruits alarmants auprès des gros actionnaires de la Banque fluviale. Celle-ci voit ses actions dégringoler, et la banque est racheté par la société fondée par Paolo dont Jeanne est devenue présidente.
Cette dernière, déçue du peu d'attention que lui porte Paolo, démissionne de son poste de présidente et s'en retourne dans son village natal. Paolo, lui, est tombé amoureux de Patrizia, la prétendue fille adoptive de Son Excellence. Pendant la nuit de noces dans le train, celle-ci commence à lui parler de bruits alarmants au sujet de la banque fluviale. Paolo comprend alors qu'il a été manipulé, quitte la jeune femme et s'en va rejoindre Jeanne.

## Fiche technique
- Titre original : Anonima cocottes
- Titre français : Petites Femmes et Haute Finance
- Titre alternatif : Call-Girls société anonyme
- Réalisation : Camillo Mastrocinque
- Scénario : Sandro Continenza, Marcello Coscia, Ernesto Gastaldi, Tonino Guerra, Fabio Rinaudo, Dino Verde
- Musique : Armando Trovajoli
- Photographie : Alvaro Mancori
- Pays d'origine :  Italie
- Format : Noir et blanc
- Genre : Comédie
- Durée : 100 minutes
- Dates de sortie
  - Italie : 30 octobre 1960
  - France : 7 mars 1962

## Distribution
- Anita Ekberg : Jeanne
- Renato Rascel : Paolo Robotti
- Sophie Desmarets : Mme Pfiffer
- Francis Blanche : le directeur de la banque
- Gabriella Farinon (en) : Patrizia
- Valeria Fabrizi
- Pupella Maggio : La belle-mère
- Franco Sportelli : Osvaldo
- Luigi Pavese
- Antoinette Weynen
- Osvaldo Scaccia
- Margaretha Wackstrom
- Silla Bettini
- Dori Dorika
- Franco Lolli
- Angela Luce
- Hanna Rasmussen
- Marcella Rovena
- Edoardo Toniolo
- Adeline Wagner

## Autour du film
- Le film est ressorti en DVD en 2015 chez René Chateau Vidéo sous le titre : Call-Girls société anonyme